# The Guardian (Nigeria)
Pour les articles homonymes, voir Guardian.
The Guardian est un quotidien indépendant, en langue anglaise, publié à Lagos, au Nigeria, par la société Guardian Newspapers Limited. The Guardian  a été décrit comme « le journal le plus respecté du Nigeria ».

## Histoire
La presse de langue anglaise a une longue histoire au Nigeria et s’est imposée comme lieu d’échanges et d’influence politiques. Elle a aussi acquis, à travers quelques titres, une réputation de journalisme politique courageux, notamment lors de la lutte pour l’indépendance. The Guardian a participé à maintenir cette tradition malgré les périodes successives de dictatures militaires dans ce pays,.
The Guardian a été créé en 1983, par Alex Ibru, un entrepreneur appartenant à une famille très riche du Nigeria, et deux journalistes, Stanley Macebuh et Dele Cole. Ce journal a été un pionnier dans l'introduction d'un journalisme de qualité au Nigeria, avec une forte exigence sur le contenu éditorial,. Sa création se fait sur le modèle de son homonyme londonien. Il a commencé à être publié en 1983, comme un hebdomadaire, paraissant le dimanche, tout d'abord, puis, très vite, comme quotidien. Dans les années 1980, The Guardian a mené une longue campagne contre l'utilisation des titres traditionnels de chefferie, pour privilégier l'usage de simples civilités : « Monsieur » ou « Madame ».
Pendant l'administration du général Muhammadu Buhari, les reporters Tunde Thompson et Nduka Irabor ont tous deux été envoyés en prison en 1984 en vertu du décret no 4 de 1984, qui supprimait la liberté de la presse,. Le 26 février 1988, le rédacteur en chef du journal, Tunde Oladepo, a été abattu devant sa femme et ses enfants. Le 26 août 1989, The Guardian a publié une longue lettre du Dr Bekolari Ransome-Kuti, un militant des droits de l'Homme, intitulé --Open Letter to President Babangida-- (lettre ouverte au Président Babangida), dans laquelle il critiquait la répression gouvernementale accrue de la liberté de penser.
En 1993, alors que le pays était toujours sous un régime de dictature militaire, sous la houlette du conseil militaire suprême, le général Sani Abacha était désigné par ce conseil pour prendre la tête de l'État. Il prit comme ministre de l'Intérieur Alex Ibru, le fondateur du Guardian, ce qui fut interprété par la presse nigériane comme un signe de détente. Mais les années suivantes, le journal, gardant son indépendance, fit face à des signes d'agacement du pouvoir, sans que le nouveau ministre de l'Intérieur ne s'exprima. En août 1994, à la suite d'un article décrivant les jeux de pouvoir à l’intérieur des cercles gouvernementaux, un décret d’interdiction de publication du Guardian fut émis, et ne fut levé qu'en juin 1995. Le 2 février 1996, le véhicule d'Alex Ibrua essuya des tirs et Alex Ibru fut touché, et conduit à l'hôpital. Après la mort soudaine de Abacha en juin 1998, des poursuites judiciaires ont commencé contre son fils Mohammed Abacha et son chef de la sécurité, le major Hamza al-Mustapha. Finalement, en Décembre 2010, une Haute Cour de Lagos a acquitté les accusés de l'attentat,.
En 2002, un journaliste est assassiné.

## Contenu
The Guardian affirme être indépendant de tout groupe ethnique, communauté religieuse, parti politique ou autre groupe d'intérêt[réf. souhaitée]. Cependant, il a été accusé d'incitation à la haine contre le peuple Igbos. The Guardian est le principal concurrent de The Punch sur le budget publicitaire géré, mais pas sur la diffusion. Il est plutôt lu par l'élite intellectuelle du pays.